# Peter Meyer (Architekt)

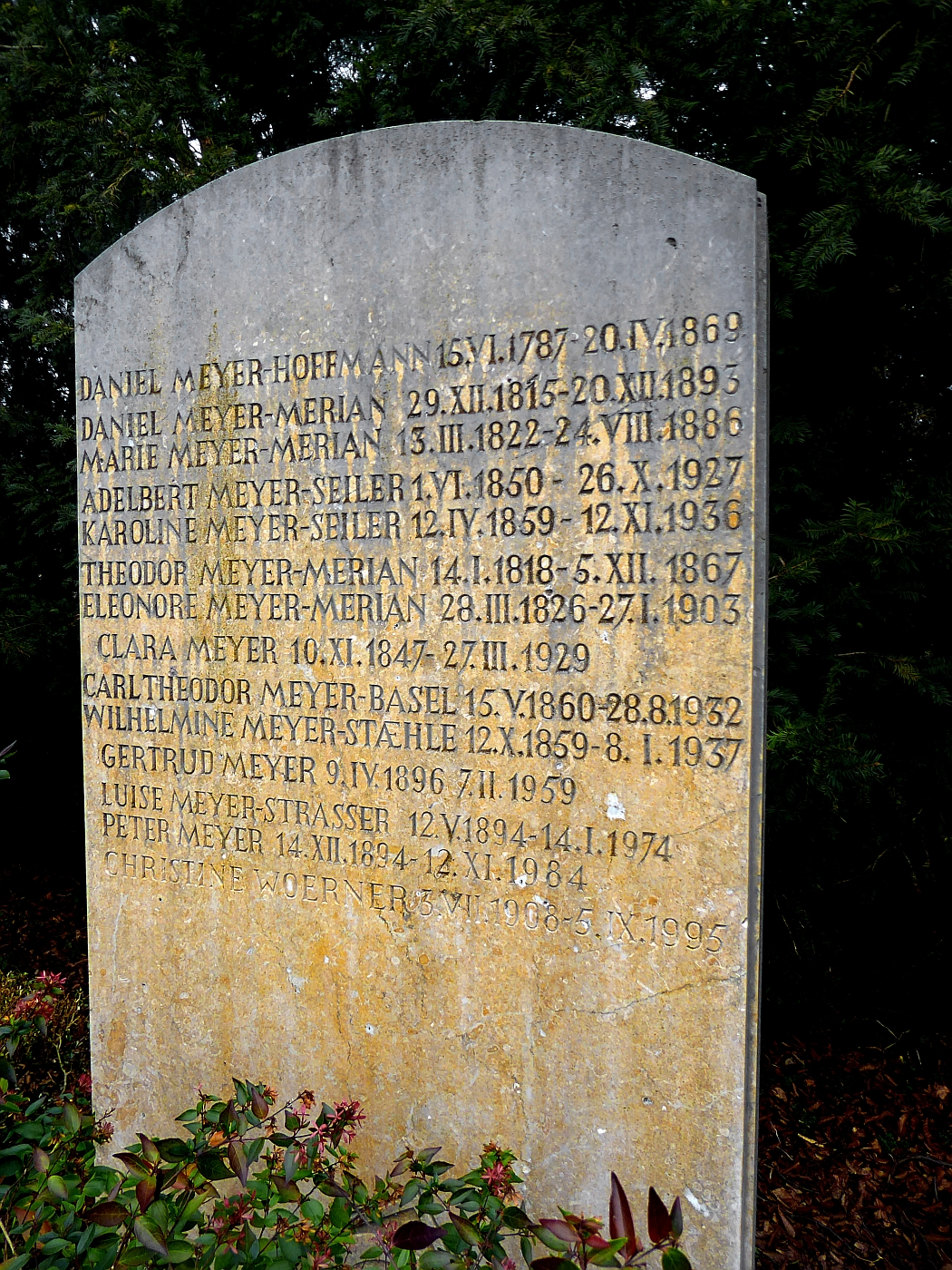
Familiengrab auf dem Friedhof am Hörnli, Riehen, Basel-Stadt

Peter Meyer (* 14. Dezember 1894 in München; † 12. November 1984 in Winterthur) war ein Schweizer Architekt und Kunsthistoriker.

## Leben
Meyer war der Sohn des Malers und Grafikers Carl Theodor Meyer-Basel und Enkel des Arztes und Schriftstellers Theodor Meyer-Merian. Der Basler Bürgermeister Adelberg Meyer zum Pfeil zählt zu seinen Ahnen. Er studierte Architektur an der Technischen Hochschule München, wo er 1918 sein Diplom ablegte. In den 1920er Jahren war er Mitarbeiter der Schweizerischen Bauzeitung und von 1930 bis 1942 Redaktor der Architektur- und Kunstzeitschrift Das Werk. 1927 heiratete er die Künstlerin Luise Meyer-Strasser, mit der er zwei Kinder hatte. Ab 1935 lehrte Meyer an der ETH Zürich, zunächst als Privatdozent, nach Promotion (1941) und Habilitation (1944) wurde er 1956 zum «Extraordinarius für Kunstgeschichte des Mittelalters und der Neuzeit» an der Universität Zürich ernannt.
Meyer gilt für das 20. Jahrhundert als «einer der bedeutendsten Schweizer Architekturkritiker und Kunsthistoriker der populärwissenschaftlichen Richtung».

## Schriften
- Moderne Architektur und Tradition. Verlag Dr. H. Girsberger, Zürich 1927.
- Moderne Schweizer Wohnhäuser. Verlag Dr. H. Girsberger & Cie, Zürich 1928.
- Zur Theorie der modernen Architektur. Schweizerische Bauzeitung, Zürich 1929.
- Die Häuser unseres Landes. Rentsch, Erlenbach-Zürich 1941.
- Schweizerische Stilkunde von der Vorzeit bis zur Gegenwart. Schweizer-Spiegel-Verlag, Zürich 1942.
- Kunst in der Schweiz: Von den Anfängen bis zur Gegenwart. Schweizer-Spiegel-Verlag, Zürich 1944.
- Das Ornament in der Kunstgeschichte. Schweizer-Spiegel-Verlag, Zürich 1944.
- Zur Formenlehre und Syntax des griechischen Ornaments. Otto Walter Verlag, Olten 1945. (Dissertation)
- mit Martin Hürlimann: Schweizerische Münster und Kathedralen des Mittelalters. Atlantis Verlag, Zürich 1945.
- Das schweizerische Bürgerhaus und Bauernhaus. Birkhäuser Verlag, Basel 1946.
- Europäische Kunstgeschichte. Teil 1: Vom Altertum bis zum Ausgang des Mittelalters. Schweizer-Spiegel-Verlag, Zürich 1947.
- Europäische Kunstgeschichte. Teil 2: Von der Renaissance bis zur Gegenwart. Schweizer-Spiegel-Verlag, Zürich 1948.
- mit Martin Hürlimann: Englische Kathedralen. Atlantis Verlag, Zürich 1948.
- mit Martin Hürlimann und Paul Clemen: Gotische Kathedralen in Frankreich. Atlantis Verlag, Zürich; Freiburg im Breisgau 1951.
- mit Gertrud von LeFort: Byzantinische Mosaiken: Torcello, Venedig, Monreale, Palermo, Cefalù. Iris-Verlag, Laupen (Bern) 1952.
- A.H. Pellegrini: Das figürliche Werk. Bodensee-Verlag, Amriswil 1958.
- Testfall des Kunstbetriebs: Grundsätzliches Anlässlich der Zürcher Giacometti-Diskussion. Artemis Verlag, Zürich 1966.
- Bilderatlas der europäischen Kunstgeschichte. Schweizer-Spiegel-Verlag, Zürich 1969.
- Hans Jakob Wörner (Hrsg.): P.M.: Aufsätze von Peter Meyer, 1921–1974. Verlags AG der akademischen und technischen Vereine, Zürich 1984, ISBN 3-909181-00-1.